# Rákosník aldabranský
Rákosník aldabranský (Nesillas aldabrana) je vyhynulý druh ptáka z čeledi rákosníkovití (Acrocephalidae), který se vyskytoval pouze v hustých pobřežních porostech (tvořených mj. pemfisy a pandány) na západě ostrova Malabar (atol Aldabra, Seychely). Velikost území tvořil pás podél pobřeží široký asi 50 m a dlouhý jenom několik km, což z rákosníka aldabranského dělalo druh s jedním z nejmenších areálů výskytu mezi známými ptáky. V minulosti nicméně mohl být areál výskytu rákosníka aldabranského větší. Pták byl hmyzožravý, hnízdění pravděpodobně probíhalo během října nebo listopadu.
Byl to 18 až 20 cm velký pěvec s hlavou a hřbetem v barvách teple hnědé, rezavěji zabarvený na kostřeci. Ruční a předloketní letky měly tmavší odstíny. Spodní část těla měla světlé zbarvení. 
Rákosník aldabranský byl ve volné přírodě pozorován pouze několikrát. Roku 1967 jej náhodně objevili britští ornitologové Constantine Walter Benson, Malcolm Penny a Tony Diamond. Během několika týdnů se jim podařilo odchytit tři jedince včetně samice s vejci, z toho dva zabili a zakonzervovali a jednoho ptáka pustili zpět do volné přírody. Kožky a vejce jsou stále uchovávány v muzeu v Tringu. Mezi lety 1974 až 1976 pozoroval několik rákosníků Robert Prys-Jones, který zkoumal jejich chování a od něhož také pocházejí jediné existující fotografie. Pozorování samce ze října roku 1983 pak představuje poslední záznam o existenci druhu, následující pátrání z let 1986 a 2003 až 2004 nepřinesla výsledky. Rákosník aldabranský je hodnocen jako vyhynulý, zřejmě následkem introdukce koz, které změnily charakter vegetace, a také nepůvodních predátorů (krysy).